# Geothlypis tolmiei
Geothlypis tolmiei là một loài chim trong họ Parulidae.